# Colonia Principi di Piemonte

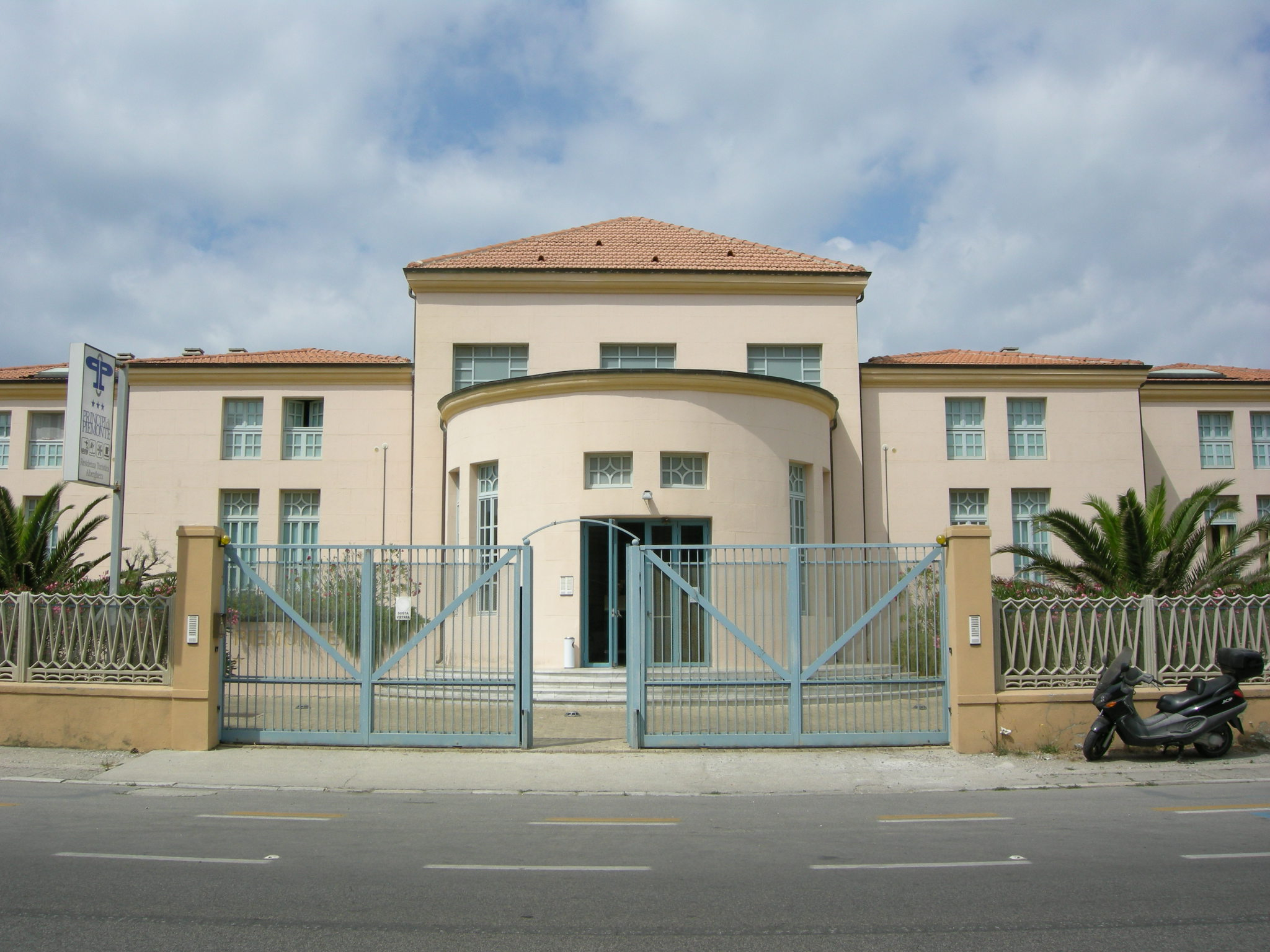
Ingresso lato strada

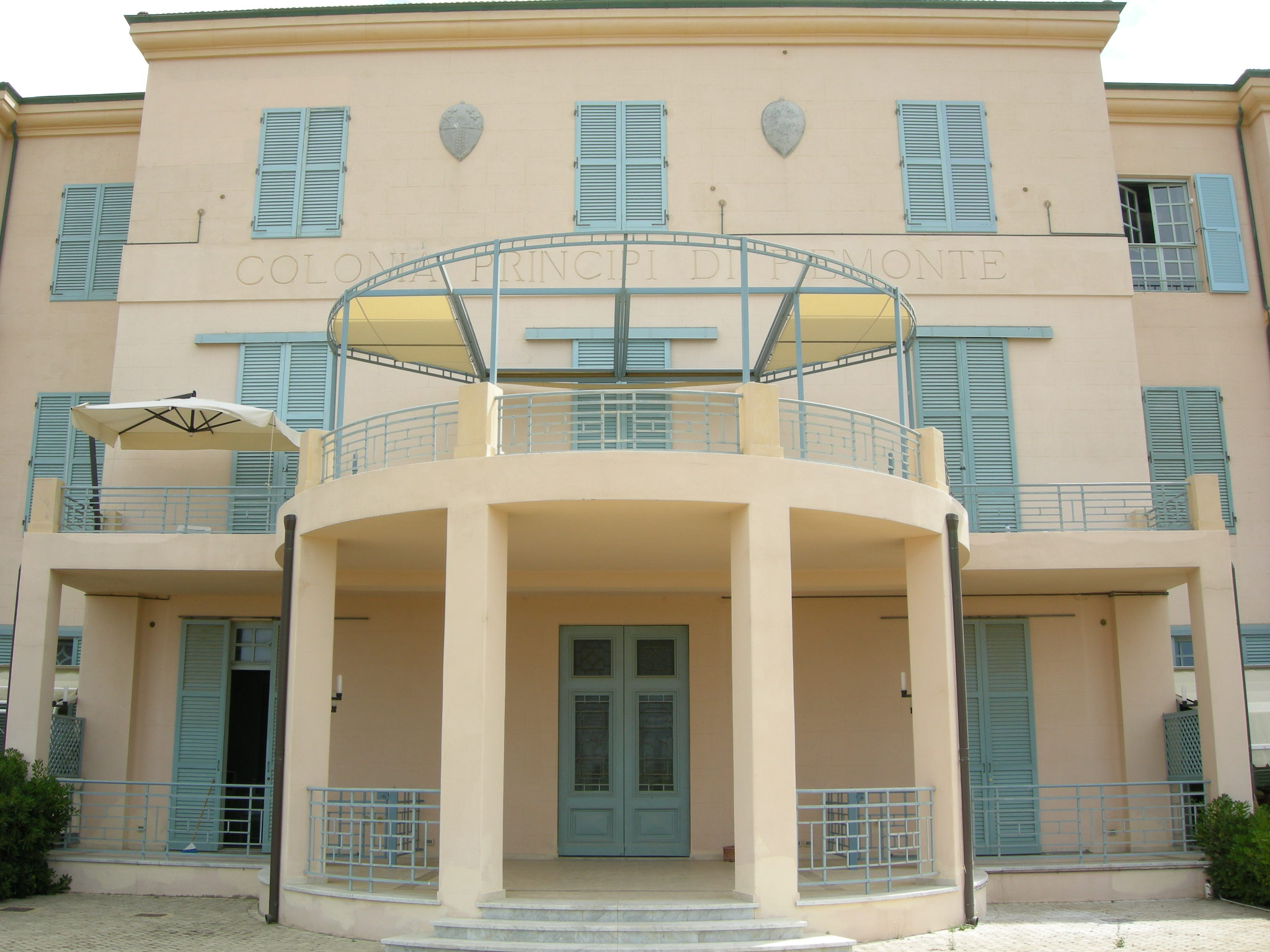
Ingresso lato mare

La Colonia Principi di Piemonte è una struttura residenziale situata sul litorale pisano, nella frazione di Calambrone (Pisa), nel viale del Tirreno 74.
Originariamente era una colonia estiva, ma, dopo un lungo periodo di abbandono, il complesso è stato restaurato e adibito a residence e appartamenti.

## Storia
La ex colonia marina "Principi Umberto e Maria Josè di Piemonte", destinata a colonia temporanea per i figli del personale dell'Aeronautica Militare, fu realizzata dalla Cassa di Risparmio di Pistoia e Pescia in occasione del centenario della fondazione della Cassa stessa.
La deliberazione del podestà per la costruzione del complesso è datata 9 marzo 1932 e i lavori, affidati all'Impresa Monfardini di Pistoia, furono compiuti tra il giugno 1932 e il maggio 1933.
Nel 1936 venne data in locazione alla Federazione Fasci di combattimento di Pistoia e nel 1941 passò alla Gioventù italiana del littorio.
Dopo la guerra, durante la quale era stata abbandonata, la colonia riprese la sua attività e nel 1960 rientrò in possesso alla Cassa di Risparmio di Pistoia e Pescia, fino a quando, nel 1974, cessò ogni attività e fu abbandonata.
Nei primi anni del Duemila è stata restaurata.

## Descrizione

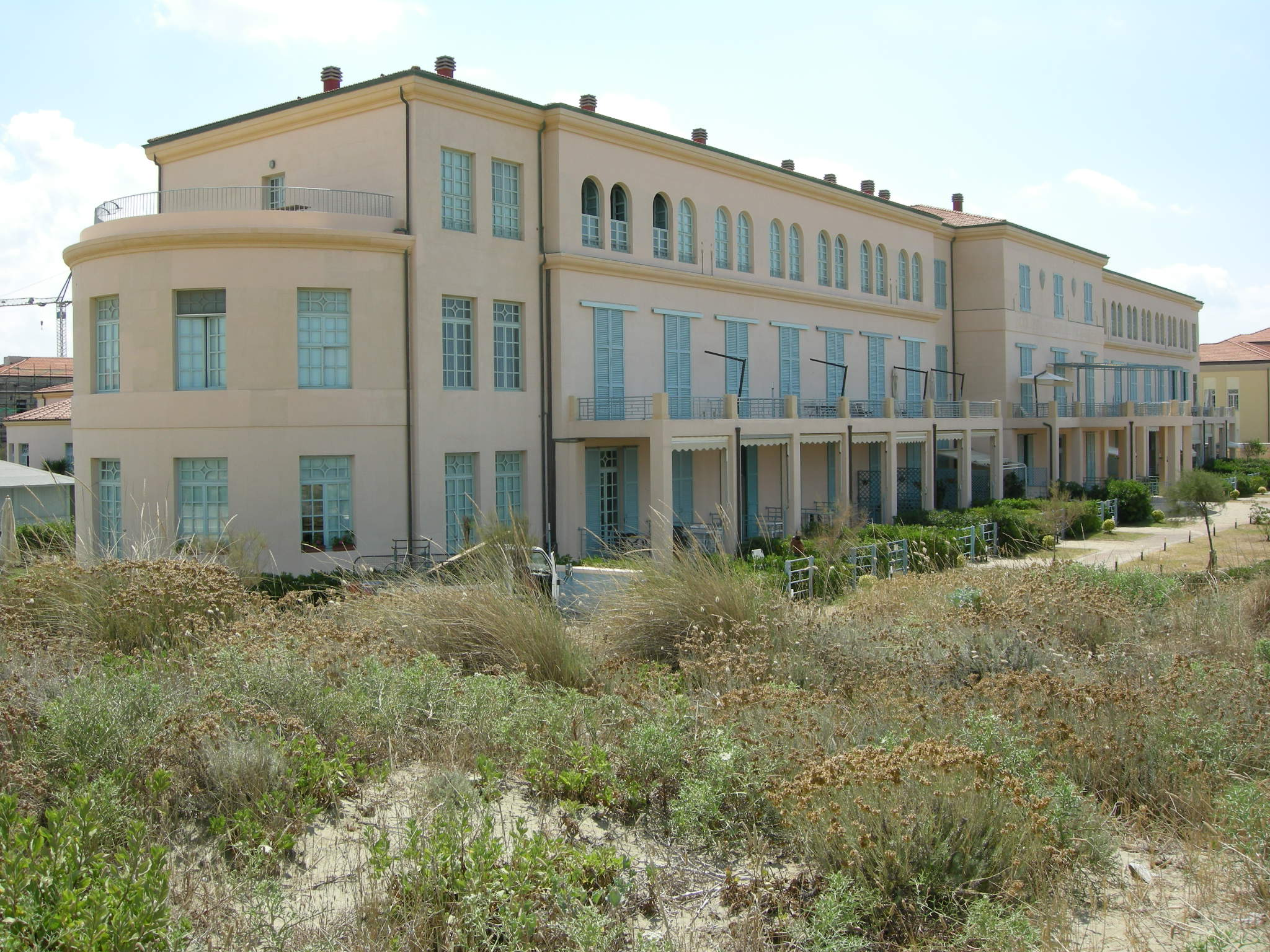
Veduta del padiglione verso il mare

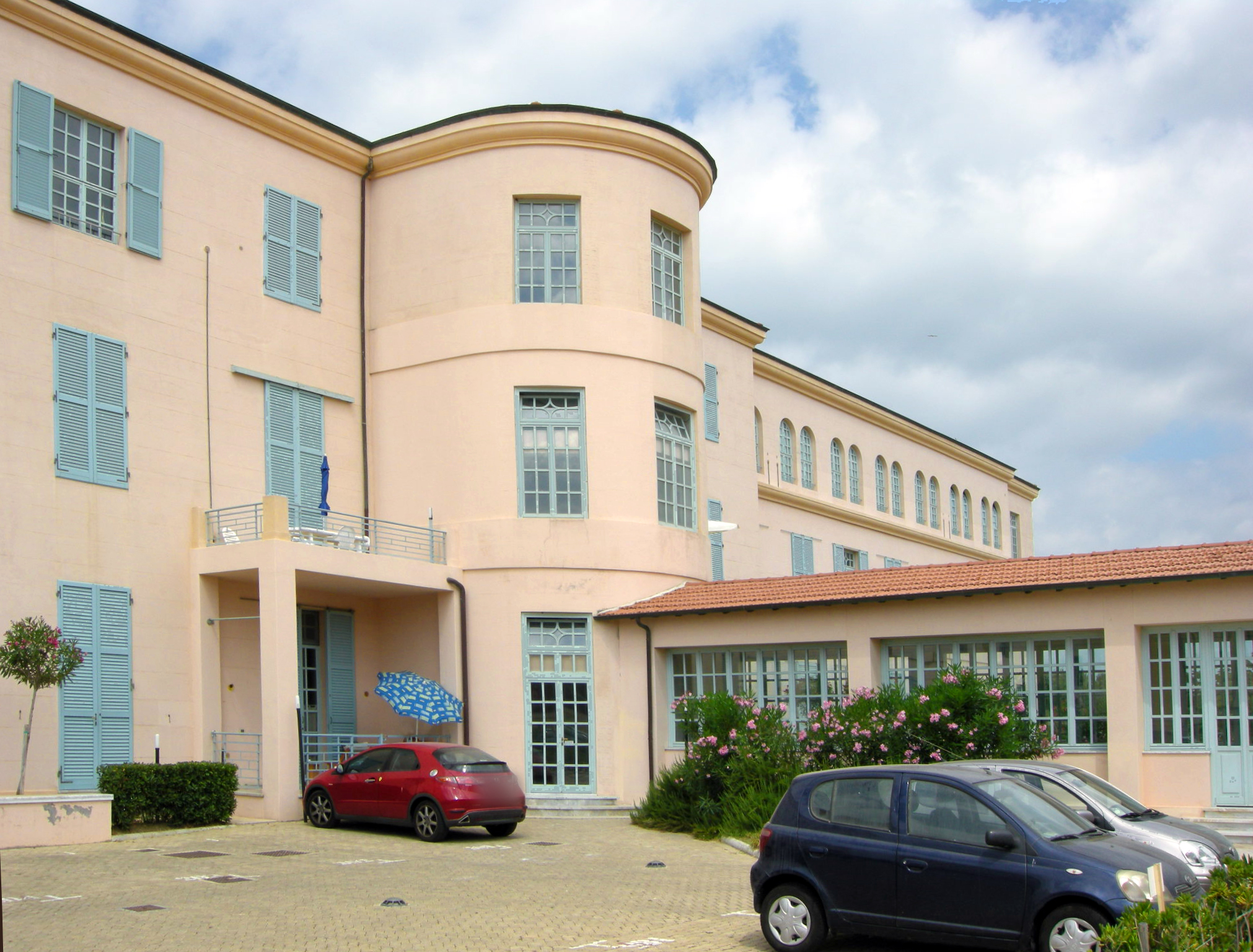
Punti di raccordo i due corpi di fabbrica

Contiguo alla ex Colonia Regina Elena, il complesso si estende su una superficie coperta di 3.196 metri quadrati, al centro di un appezzamento di circa 28.000 metri quadrati chiuso verso il viale Tirreno da una cancellata stretta tra due casette originariamente destinate a portineria.
Si compone di due padiglioni disposti parallelamente al mare collegati tra loro ortogonalmente da un porticato chiuso da vetrate, attraverso il quale passa l'asse di simmetria del complesso.
La forma planimetrica risultante, quella di un aeroplano rivolto verso il mare, sta a simboleggiare, secondo un processo progettuale tipico dell'epoca, la destinazione originaria di villaggio estivo per i figli del personale dell'Aeronautica Militare.
Il padiglione principale, sul lato mare, è rialzato su un basamento e si eleva su tre piani fuori terra. Si articola in un nucleo centrale leggermente avanzato, dove si diparte lo scalone a doppia rampa alloggiato sul fondo in un vano semicilindrico, con due ali destinati a dormitori, chiusi da più basse testate semicircolari dove trovano posto i servizi igienici e le scale secondarie.
I fronti sono coronati da una cornice aggettante in muratura e caratterizzati da lunghe file di finestre, rettangolari al pian terreno e al primo piano e ad arco al secondo piano, che, prima del restauro, erano tutte ancora dotate degli eleganti infissi originali in legno, eliminati perché totalmente degradati.
Il fronte verso il mare è interamente perimetrato da un porticato sostenuto da pilastri a sezione quadrata, che costituisce la lunga terrazza di affaccio delle porte-finestre del primo piano. In corrispondenza del corpo centrale il loggiato si allarga in un ampio pronao a semicerchio sostenuto da sette colonne che, ribadendo gli intenti simbolici, si identificherebbero con i pilastri del Regime.
Il settore centrale, ripartito da tre aperture rettangolari, reca inoltre incisa sulla spessa fascia marcapiano la scritta "Colonia Principi di Piemonte" ed è decorato da due stemmi inseriti tra le finestre del secondo piano.
L'asse di collegamento con il padiglione retrostante è costituito da un porticato coperto a tetto e chiuso da ampie vetrate rettangolari, disposto al centro delle due costruzioni come fusoliera dell'aeroplano.
Di carattere più dimesso, il fabbricato verso la strada si eleva di un solo piano fuori terra ed era originariamente destinato alle cucine, alla dispensa e al refettorio. È costituito da un corpo allungato con testate semicircolari e ripete sul lato verso la strada, in asse con il settore centrale, il motivo dell'avancorpo semicilindrico già caratterizzante il fronte posteriore del fabbricato principale.
Studi recenti hanno messo in luce l'intento simbolico della raffigurazione planimetrica, a forma di aeroplano e il nitido rigore geometrico della costruzione.
La colonia mantiene ancora un carattere di spiccata eleganza "di matrice neoclassica" che nel panorama generale, di linguaggio razionalista, delle colonie disposte lungo il viale del Tirreno, ne fa un esempio unico e pregevole.

## Note

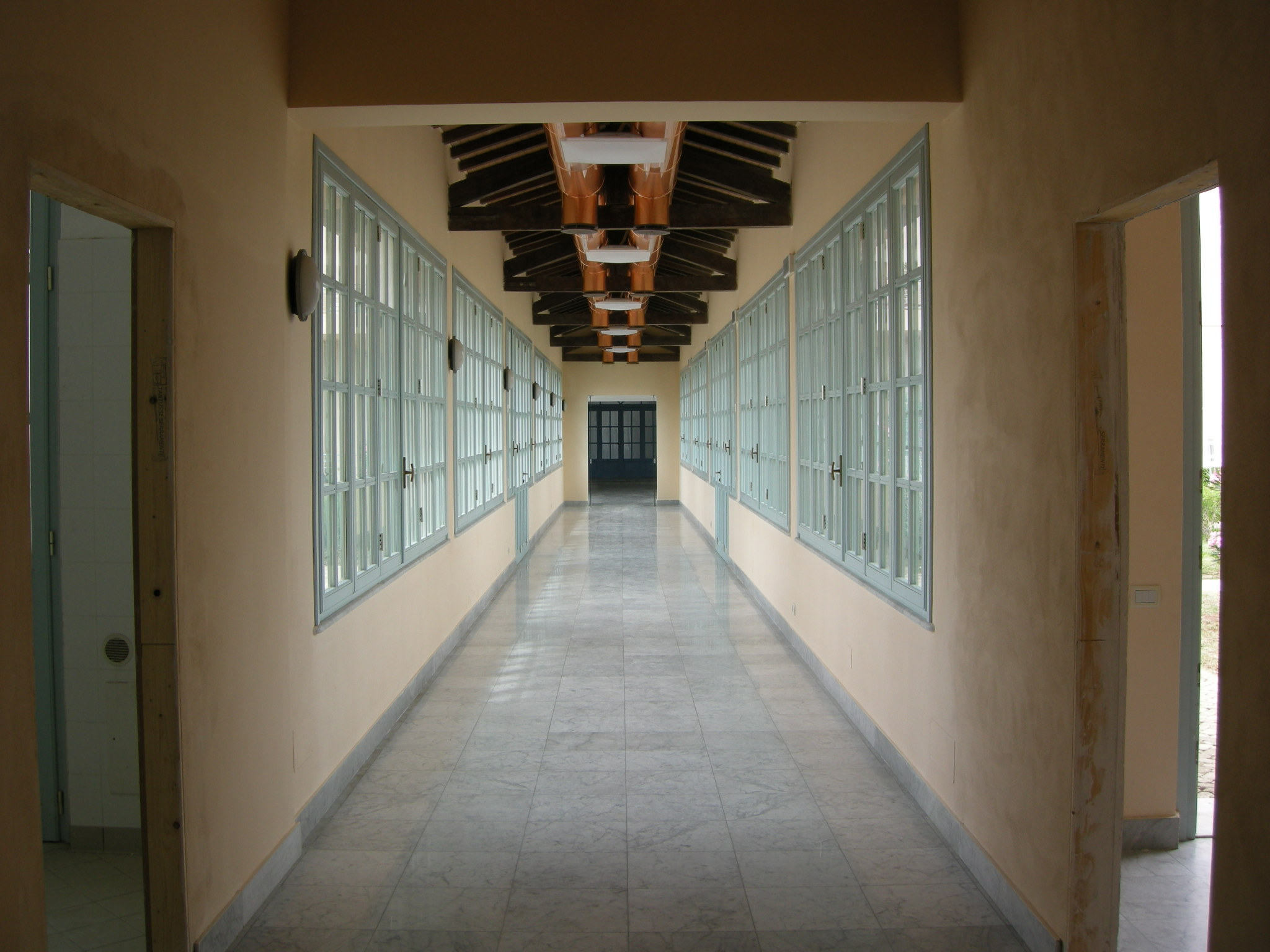
Il corridoio di raccordo